# Волко, Ян
Ян Волко (словац. Ján Volko; род. 2 ноября 1996, Братислава) — словацкий легкоатлет, специализирующийся в спринтерском беге. Серебряный призёр чемпионата Европы в помещении в беге на 60 метров (2017). Чемпион Европы среди молодёжи на дистанции 200 метров (2017). Многократный чемпион Словакии.

## Биография
В детстве занимался футболом в братиславском клубе SDM Domino. В лёгкую атлетику пришёл после побед на школьных национальных соревнованиях. Под руководством тренера Нади Бендовой смог достичь серьёзного прогресса и к 18 годам стать чемпионом страны в спринте.
Дебютировал во взрослой сборной Словакии в 2015 году, когда участвовал в чемпионате Европы в помещении в беге на 60 метров, где не смог пройти дальше предварительных забегов. На первых в истории Европейских играх в Баку выиграл дистанцию 200 метров с высоким для юниора личным рекордом — 21,08. В командном зачёте стал серебряным призёром и помог Словакии выйти во Вторую лигу командного чемпионата Европы по лёгкой атлетике.
Остановился в шаге от попадания в финал на юниорском чемпионате Европы в 2015 году на дистанциях 100 и 200 метров.
В 2016 году участвовал в чемпионате мира в помещении и чемпионате Европы (дошёл до полуфинала в беге на 100 и 200 метров).
Зимой 2017 года добился первого крупного успеха в карьере. На чемпионате Европы в помещении в сербском Белграде он дважды обновил национальный рекорд на 60 метров, показав в финале результат 6,58, чего хватило для завоевания серебряной медали. Ян стал одним из трёх призёров чемпионатов Европы в помещении в истории независимой Словакии и первым — в беговых дисциплинах.
В летнем сезоне 2017 года несколько раз улучшал рекорды страны. На дистанции 200 метров довёл национальное достижение до результата 20,33, благодаря которому выиграл золотую медаль на молодёжном чемпионате Европы. Ранее на этих же соревнованиях стал вторым в беге на 100 метров.
На чемпионате мира 2017 года установил рекорд Словакии в первом раунде бега на 100 метров — 10,15. В следующем круге повторить этот результат не удалось, и Ян не смог продолжить борьбу за медали. На дистанции вдвое длиннее вышел в полуфинал, где показал 15-е время среди всех участников (20,61). В завершение сезона участвовал в Универсиаде, где был в числе финалистов в двух дисциплинах, а на 200 метров выиграл бронзовую медаль.
В зимнем сезоне 2018 года обновил собственный рекорд страны в беге на 60 метров (6,57), а также дошёл до финала чемпионата мира в помещении на этой дистанции, где занял шестое место.
На Чемпионате Европы в помещении в польском Торуне в марте 2021 года завоевал бронзовую медаль чемпионата континента на дистанции 60 метров с результатом 6,61.

## Основные результаты
| Год  | Турнир                          | Место проведения          | Дисциплина       | Место       | Результат |
| ---- | ------------------------------- | ------------------------- | ---------------- | ----------- | --------- |
| 2015 | Чемпионат Европы в помещении    | Прага, Чехия              | 60 м             | 30-е (заб.) | 6,86      |
| 2015 | Европейские игры                | Баку, Азербайджан         | 200 м            | 1-е         | 21,08     |
| 2015 | Европейские игры                | Баку, Азербайджан         | эстафета 4×100 м | 3-е         | 40,80     |
| 2015 | Чемпионат Европы среди юниоров  | Эскильстуна, Швеция       | 100 м            | 10-е (1/2)  | 10,84     |
| 2015 | Чемпионат Европы среди юниоров  | Эскильстуна, Швеция       | 200 м            | 9-е (заб.)  | 21,68     |
| 2016 | Чемпионат мира в помещении      | Портленд, США             | 60 м             | 35-е (заб.) | 6,80      |
| 2016 | Чемпионат Европы                | Амстердам, Нидерланды     | 100 м            | 21-е (1/2)  | 10,43     |
| 2016 | Чемпионат Европы                | Амстердам, Нидерланды     | 200 м            | 20-е (1/2)  | 21,28     |
| 2017 | Чемпионат Европы в помещении    | Белград, Сербия           | 60 м             | 2-е         | 6,58      |
| 2017 | Чемпионат Европы среди молодёжи | Быдгощ, Польша            | 100 м            | 2-е         | 10,18     |
| 2017 | Чемпионат Европы среди молодёжи | Быдгощ, Польша            | 200 м            | 1-е         | 20,33     |
| 2017 | Чемпионат мира                  | Лондон, Великобритания    | 100 м            | 28-е (заб.) | 10,25     |
| 2017 | Чемпионат мира                  | Лондон, Великобритания    | 200 м            | 15-е (1/2)  | 20,61     |
| 2017 | Универсиада                     | Тайбэй, Китайский Тайбэй  | 100 м            | 5-е         | 10,30     |
| 2017 | Универсиада                     | Тайбэй, Китайский Тайбэй  | 200 м            | 3-е         | 20,99     |
| 2017 | Универсиада                     | Тайбэй, Китайский Тайбэй  | эстафета 4×100 м | 13-е (заб.) | 40,69     |
| 2018 | Чемпионат мира в помещении      | Бирмингем, Великобритания | 60 м             | 6-е         | 6,59      |